# 1-й этап RTCC 2011
Russian Touring Car Championship (RTCC) или Гран-при RTCC — это профессиональный кузовной чемпионат по автомобильным кольцевым гонкам.
Первый этап RTCC состоялся 22 мая на кольцевой гоночной трассе Смоленское кольцо в Дорогобужском районе Смоленской области 54°59′20″ с. ш. 33°22′04″ в. д. рядом с посёлком Верхнеднепровский.

## Расписание мероприятия
21 мая — квалификационные заезды:
- 14.45 — 15.05 — объединённый 1600 см³
- 15.15 — 15.35 — объединённый 2000 см³

22 мая с 9.40 — тренировочные заезды:
- 11.50 — первая гонка объединённого заезда автомобилей объёмом двигателя 1600 см³, классы «Туринг-Лайт» и «Национальный»
- 12.40 — процедура GRID, первая гонка объединённого заезда автомобилей объёмом двигателя 2000 см³, классы «Туринг» и «Супер-Продакшн»
- 14.40 — вторая гонка объединённого заезда автомобилей объёмом двигателя 1600 см³, классы «Туринг-Лайт» и «Национальный»
- 15.50 — вторая гонка объединённого заезда автомобилей объёмом двигателя 2000 см³, классы «Туринг» и «Супер-Продакшн»

По итогам заезда каждого класса — церемония награждения.

## Зачётная группа «Супер-Продакшн»
«Супер-Продакшн» в 2011 году был представлен в основном владельцами: за боролись пилоты Хонда Черемушки и Хонда Марьино, гонщики из Химки Моторспорт Михаил Раев и Юрий Семенчев, Василий Кричевский из Taxi-2 и дебютант RTCC Андрей Юшин (личный зачёт) также вышли на старт на Honda. У популярной в этом классе Honda Civic Type R — три первых места по итогам сезона. Победители класса -опытные спортсмены, которые не первый год участвуют в RTCC. Виктор Козанков в автоспорте с 1985 года, Владимир Черевань — с 1971, Андрей Артюшин — с 1984.
Конкуренцию Honda составили пилоты Александр Львов и Михаил Засадыч, оба на BMW 320. Львов не присутствовал на соревнованиях в Смоленске и Курске, начав сезон с Нижнего Новгорода. Михаил Засадыч, лидировавший в начале года, не завершил сезон: после Казани он не посещал этапы RTCC.
На «Смоленском кольце» Засадыч выиграл золото в первом и бронзу во втором заезде. В первой гонке серебро досталось Андрею Артюшину, а бронза — Михаилу Раеву. Во второй золото у Козанкова, серебро у Череваня.

### Личный зачёт
| № | Пилот              | 1 ЭТАП       | 1 ЭТАП       | 1 ЭТАП       | 1 ЭТАП       | Очки |
| № | Пилот              | Первая гонка | Первая гонка | Вторая гонка | Вторая гонка | Очки |
| № | Пилот              | место        | очки         | место        | очки         | Очки |
| - | ------------------ | ------------ | ------------ | ------------ | ------------ | ---- |
| 1 | Артюшин Андрей     | 2            | 55,2         | 4            | 28,8         | 84   |
| 2 | Козанков Виктор    | 4            | 34,8         | 1            | 48           | 82,8 |
| 3 | Засадыч Михаил     | 1            | 52           | 3            | 29           | 81   |
| 4 | Семенчев Юрий      | 5            | 22,8         | 5            | 22,8         | 45,6 |
| 5 | Черевань Владимир  | н/с          | 0            | 2            | 40,8         | 40,8 |
| 6 | Раев Михаил        | 3            | 40,8         | н/к          | 0            | 40,8 |
| 7 | Кричевский Василий | н/к          | 0            | н/к          | 0            | 0    |

### Командный зачёт
| № | Команда            | Водители                         | 1 ЭТАП       | 1 ЭТАП       | 1 ЭТАП       | 1 ЭТАП       | Очки  |
| № | Команда            | Водители                         | Первая гонка | Первая гонка | Вторая гонка | Вторая гонка | Очки  |
| № | Команда            | Водители                         | место        | очки         | место        | очки         | Очки  |
| - | ------------------ | -------------------------------- | ------------ | ------------ | ------------ | ------------ | ----- |
| 1 | Хонда Черемушки    | Черевань Владимир Артюшин Андрей | 2            | 55,2         | 1            | 69,6         | 124,8 |
| 2 | Химки МоторСпорт   | Раев Михаил Семенчев Юрий        | 1            | 63,6         | 3            | 22,8         | 86,4  |
| 3 | Хонда Марьино      | Козанков Виктор                  | 3            | 34,8         | 2            | 48           | 82,8  |
| 4 | Taxi-2 racing team | Кричевский Василий               | н/к          | 0            | н/к          | 0            | 0     |

## Абсолютный личный зачёт «Туринг»
Открытие нового автодрома «Смоленское кольцо» состоялось 22 мая 2011 года. Расстановка сил в «Туринге» стала ясна уже на этом этапе. За ТНК Racing выходит на старт чемпион России 2010 года, опытнейший спортсмен Михаил Ухов. Его партнёр, Олег Квитка, также позиционируется командой как быстрый и техничный гонщик. Бронзовый призёр 2010 года, Андрей Радошнов из Orenburg Racing, объединяется в одну команду с 21-летним оренбуржцем, бывшим партнёром по мотокроссу Александром Фроловым, который уже на первом этапе составил серьёзную конкуренцию мастеру спорта международного класса Ухову. Гонка за победу со сходами, авариями и апелляциями началась с самого первого этапа — и чемпион определился в последний момент. На 1 этапе победа в первой гонке осталась за Уховым, а вот вторую впервые в 2011 выиграл дебютант «Туринга» Фролов. Помимо постоянной борьбы сине-оранжевого BMW E90 и красного SEAT Leon в «Туринге» было на что посмотреть. Пилоты команды «Башнефть Моторспорт» вышли на старт: Сергей Рябов, председатель автоспортивной ассоциации Самарской области, и москвич Дмитрий Добровольский, пропустивший сезон-2010, успешно боролись за призовые места с оренбуржцами и пилотами ТНК, несмотря на сходы и технические неполадки. На «Смоленском кольце» за пьедестал боролись Радошнов, который главной своей целью назвал чемпионство в «Туринге», и Рябов. Также участие в сезоне принимала команда Storm Motorsport. Её пилоты, Андрей Николаев и Артём Еремин на SEAT Leon, успешно конкурировали с остальными. Вне командного зачёта боролись за призовые места чемпион России-2009 в классе «Туринг» Владимир Стрельченко, московский пилот Максим Попов и дебютант RTCC Павел Карманов. Андрей Смецкий, который в 2007 году был вице-чемпионом RTCC, на этот раз принял участие только в 1 этапе на «Смоленском кольце» — заняв 5 и 7 места в гонках, питерский гонщик не стал пробовать свои силы на следующих этапах.

### Личный зачёт
| № | Пилот            | Зачётная группа | 1 ЭТАП       | 1 ЭТАП       | 1 ЭТАП       | 1 ЭТАП       | Очки |
| № | Пилот            | Зачётная группа | Первая гонка | Первая гонка | Вторая гонка | Вторая гонка | Очки |
| № | Пилот            | Зачётная группа | место        | очки         | место        | очки         | Очки |
| - | ---------------- | --------------- | ------------ | ------------ | ------------ | ------------ | ---- |
| 1 | Фролов Александр | Туринг          | 2            | 86           | 1            | 100          | 186  |
| 2 | Ухов Михаил      | Туринг          | 1            | 100          | 2            | 86           | 186  |
| 3 | Рябов Сергей     | Туринг          | 4            | 67           | 3            | 76           | 143  |
| 4 | Николаев Андрей  | Туринг          | 8            | 40           | 4            | 67           | 107  |
| 5 | Смецкий Андрей   | Туринг          | 5            | 59           | 7            | 46           | 105  |

### Командный зачёт
| № | Команда             | Водители                                           | 1 ЭТАП       | 1 ЭТАП       | 1 ЭТАП       | 1 ЭТАП       | Очки |
| № | Команда             | Водители                                           | Первая гонка | Первая гонка | Вторая гонка | Вторая гонка | Очки |
| № | Команда             | Водители                                           | место        | очки         | место        | очки         | Очки |
| - | ------------------- | -------------------------------------------------- | ------------ | ------------ | ------------ | ------------ | ---- |
| 1 | Orenburg racing     | Радошнов Андрей Фролов Александр                   | 1            | 162          | 2            | 114          | 276  |
| 2 | БАШНЕФТЬ Моторспорт | Рябов Сергей Николаев Андрей Добровольский Дмитрий | 3            | 107          | 1            | 143          | 250  |
| 3 | ТНК Рейсинг         | Ухов Михаил Квитка Олег                            | 2            | 124          | 3            | 86           | 210  |

## Абсолютный зачёт «Туринг-Лайт»
С самого начала сезона было ясно: соревноваться с Lukoil Racing Team, представленной Александром Сотниковым, Борисом Шульмейстером и молодым раллистом Михаилом Грачёвым, будет сложно. Однако на протяжении сезона несколько пилотов регулярно оспаривали право красно-белых на пьедестал. В чемпионстве Сотникова, который участвует в «Туринг-лайте» с 2004 года, сомнений не было практически ни у кого. Его напарник Борис Шульмейстер, который вернулся в RTCC после трёх лет перерыва, и Михаил Грачёв, который дебютировал в «Туринг-Лайте» в сезоне 2011 побеждали не так стабильно, как Сотников. Конкуренцию им составляли Михаил Митяев из Lada Sport Racing, который дебютировал в RTCC в 2010, и опытный Сергей Нуждин, который вернулся в RTCC в составе команды ПСМ-Team80 после двухлетнего перерыва. Их напарники — Александр Сальников (ПСМ-Team80), Павел Кальманович и Александр Кобенко (Lada Sport Racing) — также участвуют в соревнованиях регулярно и борются за пьедестал.
В личном зачёте класса — талантливый 18-летний спортсмен из Тамбова, Михаил Донченко, дебютировавший в RTCC в этом сезоне и оказавшийся среди фаворитов «Туринг-Лайта». Параллельно с RTCC пилот успешно выступает на кубках по ралли. Илья Рыжанушкин (личный зачёт) в этом году стал одним из немногих постоянных участников на Volkswagen Polo. Рыжанушкин, по совместительству главный редактор портала Avtosport.ru, в соревнованиях участвовал регулярно и не сдавался, несмотря на технические проблемы с Poloумным. На разных этапах к «Туринг-Лайту» присоединялись пилоты из регионов, где проводились гонки: курянин Юрий Овчаров, москвич Евгений Каретников, нижегородец Алексей Волков, воронежец Владислав Кузьмин.
На открытии сезона в Смоленске на старт в «Туринг-Лайте» вышло 9 спортсменов. Пилоты Lukoil дважды выиграли гонки в одном и том же порядке: золото у Сотникова, серебро у Шульмейстера, бронза у Грачёва. За 4 места поборолись Сергей Нуждин и Павел Кальманович на своих Lada Kalina, но обогнать Ford на этот раз им так и не удалось.

### Личный зачёт
| №  | Пилот               | Зачётная группа | 1 ЭТАП       | 1 ЭТАП       | 1 ЭТАП       | 1 ЭТАП       | Очки |
| №  | Пилот               | Зачётная группа | Первая гонка | Первая гонка | Вторая гонка | Вторая гонка | Очки |
| №  | Пилот               | Зачётная группа | место        | очки         | место        | очки         | Очки |
| -- | ------------------- | --------------- | ------------ | ------------ | ------------ | ------------ | ---- |
| 1  | Сотников Александр  | Туринг-лайт     | 1            | 100          | 1            | 100          | 200  |
| 2  | Шульмейстер Борис   | Туринг-лайт     | 2            | 87           | 2            | 87           | 174  |
| 3  | Грачёв Михаил       | Туринг-лайт     | 3            | 77           | 3            | 77           | 154  |
| 4  | Кальманович Павел   | Туринг-лайт     | 6            | 54           | 4            | 68           | 122  |
| 5  | Донченко Михаил     | Туринг-лайт     | 5            | 61           | 5            | 61           | 122  |
| 6  | Нуждин Сергей       | Туринг-лайт     | 4            | 68           | 6            | 54           | 122  |
| 7  | Мезенцев Василий    | Национальный    | 8            | 42           | 8            | 42           | 84   |
| 8  | Малеев Михаил       | Национальный    | 10           | 31           | 9            | 37           | 68   |
| 9  | Мещеряков Вадим     | Национальный    | 9            | 37           | 11           | 27           | 64   |
| 10 | Коронатов Сергей    | Национальный    | 11           | 27           | 10           | 31           | 58   |
| 11 | Митяев Михаил       | Туринг-лайт     | н/к          | 0            | 7            | 48           | 48   |
| 12 | Сальников Александр | Туринг-лайт     | 7            | 48           | н/к          | 0            | 48   |
| 13 | Рыжанушкин Илья     | Туринг-лайт     | 13           | 17           | 12           | 22           | 29   |
| 14 | Кубасов Владислав   | Национальный    | 12           | 22           | 13           | 17           | 29   |
| 15 | Исмаков Владимир    | Национальный    | н/с          | 0            | н/с          | 0            | 0    |
| 16 | Юдицкий Лев         | Национальный    | н/с          | 0            | н/с          | 0            | 0    |
| 17 | Мейтес Евгений      | Национальный    | н/с          | 0            | н/с          | 0            | 0    |

### Командный зачёт
| № | Команда            | Водители                             | 1 ЭТАП       | 1 ЭТАП       | 1 ЭТАП       | 1 ЭТАП       | Очки |
| № | Команда            | Водители                             | Первая гонка | Первая гонка | Вторая гонка | Вторая гонка | Очки |
| № | Команда            | Водители                             | место        | очки         | место        | очки         | Очки |
| - | ------------------ | ------------------------------------ | ------------ | ------------ | ------------ | ------------ | ---- |
| 1 | Лукойл Рейсинг Тим | Сотников Александр Шульмейстер Борис | 1            | 187          | 1            | 187          | 374  |
| 2 | LADA Sport Racing  | Митяев Михаил Кальманович Павел      | 3            | 54           | 2            | 116          | 170  |
| 3 | ПСМ-ТЕАМ80         | Нуждин Сергей Сальников Александр    | 2            | 116          | 3            | 54           | 170  |

## Зачётная группа «Национальный»
Заезды класса «Национальный» в 2011 году стали едва ли не самыми зрелищными за весь сезон. Победителями стали одни из самых молодых гонщиков чемпионата — 19-летний Вадим Мещеряков из Тольятти и 18-летний Михаил Малеев из Самары, оба дебютировали в RTCC в 2010 году в классе «Туринг-Лайт», однако нынешний сезон в «Национальном» оказался куда успешней. Все пилоты, занявшие пьедестал по итогам сезона, принадлежат к одной команде «АвтоКом-АФСО» от автоспортивной федерации Самарской области, которую возглавляет пилот «Туринга» Сергей Рябов. Из молодых спортсменов в «Национальном» можно отметить 25-летнего питерского гонщика Дмитрия Саватеева (лучший результат за сезон — бронза на 6 этапе), 16-летнего Никиту Сапожникова из Ижевска (лучший результат — 5 место в Казани), 22-летнего москвича Льва Юдицкого на уникальном ВАЗ 2112, 26-летнего Евгения Мейтеса (лучший результат — 4 место в Курске). Евгений Мейтес — первый в истории RTCC участник «Национального» на Renault Logan. Несмотря на технические сходы и неполадки, Мейтес регулярно участвовал в чемпионате, составляя достойную конкуренцию отечественным автомобилям на менее подготовленной к кольцевым гонкам машине. Отдельно стоит упомянуть единственную в RTCC автоледи — потомственную гонщицу Наталью Гольцову из Ижевска (лучший результат — серебро в Нижнем Новгороде), которая успешно конкурировала с мужчинами-соперниками на протяжении всего сезона. Командный зачёт был представлен Taxi-2 Racing (питерский пилот Сергей Коронатов — напарник Василия Кричевского из «Супер-Продакшн»), командой-триумфатором АвтоКом-АФСО (Михаил Малеев, Василий Мезенцев, Вадим Мещеряков) и ВПК-Спорт, где один из самых харизматичных пилотов, любимец публики москвич Владислав Кубасов на классике «Жигулей» выступил в паре с петербургским спортсменом Дмитрием Саватеевым, который участвует в RTCC с 2006 года. Лучший результат Владислава Кубасова — бронза на финале в Смоленске. На первом этапе на старт вышли спортсмены Мещеряков, Малеев, Мезенцев, Кубасов, Коронатов, Юдицкий и Мейтес. До конца этапа доехали только первые пятеро. Золото дважды взял Василий Мезенцев, серебро — сначала Вадим Мещеряков, а потом его напарник по команде Михаил Малеев. Бронзу в первой гонке получил Малеев, а во второй — Сергей Коронатов (эта награда наряду с бронзой на 6 этапе стала лучшим результатом питерского пилота).

### Личный зачёт
| № | Пилот             | Команда            | 1 ЭТАП       | 1 ЭТАП       | 1 ЭТАП       | 1 ЭТАП       | Очки |
| № | Пилот             | Команда            | Первая гонка | Первая гонка | Вторая гонка | Вторая гонка | Очки |
| № | Пилот             | Команда            | место        | очки         | место        | очки         | Очки |
| - | ----------------- | ------------------ | ------------ | ------------ | ------------ | ------------ | ---- |
| 1 | Мезенцев Василий  | АвтоКом-АФСО       | 1            | 42           | 1            | 42           | 84   |
| 2 | Малеев Михаил     | АвтоКом-АФСО       | 3            | 31           | 2            | 37           | 68   |
| 3 | Мещеряков Вадим   |                    | 2            | 37           | 4            | 27           | 64   |
| 4 | Коронатов Сергей  | Taxi-2 Racing team | 4            | 27           | 3            | 31           | 58   |
| 5 | Кубасов Владислав | ВПК СПОРТ          | 5            | 22           | 5            | 17           | 39   |
| 6 | Юдицкий Лев       | МАДИracing         | н/к          | 0            | н/с          | 0            | 0    |
| 7 | Исмаков Владимир  | Личный зачёт       | н/c          | 0            | н/с          | 0            | 0    |
| 8 | Мейтес Евгений    | Е2Моторспорт       | н/к          | 0            | н/с          | 0            | 0    |

### Командный зачёт
| № | Команда            | Водители                       | 1 ЭТАП       | 1 ЭТАП       | 1 ЭТАП       | 1 ЭТАП       | Очки |
| № | Команда            | Водители                       | Первая гонка | Первая гонка | Вторая гонка | Вторая гонка | Очки |
| № | Команда            | Водители                       | место        | очки         | место        | очки         | Очки |
| - | ------------------ | ------------------------------ | ------------ | ------------ | ------------ | ------------ | ---- |
| 1 | АвтоКом АФСО       | Малеев Михаил Мезенцев Василий | 1            | 73           | 1            | 79           | 152  |
| 2 | Taxi-2 Racing Team | Коронатов Сергей               | 2            | 27           | 2            | 31           | 58   |
| 3 | ВПК Спорт          | Кубасов Владислав              | 3            | 22           | 3            | 17           | 39   |